# FK Viləş Masallı
El FK Viləş Masallı es un equipo de fútbol de Azerbaiyán que juega en la AFFA Amateur Liga, la tercera liga de fútbol más importante del país.

## Historia
Fue fundado en el año 1967 en la ciudad de Masally con el nombre FK Masalli y han jugado en la Liga Premier de Azerbaiyán más de 260 partidos, con un saldo de más victorias y con más de 300 puntos conseguidos en la máxima categoría del fútbol de Azerbaiyán. Al finalizar la temporada 2007/08, el club desapareció tras terminar en la 10 posición.
En el año 2013 el club fue refundado con su nombre actual, debutando en le fútbol amateur con una victoria 2-1 ante el FK Saaatly.
A nivel internacional han participado en 2 torneos continentales, pero nunca han superado la primera ronda.

## Participación en competiciones de la UEFA
| Temporada | Torneo             | Ronda | Club           | Resultado |
| --------- | ------------------ | ----- | -------------- | --------- |
| 2000      | UEFA Intertoto Cup | 1     | Zagłębie Lubin | 1-3, 0-4  |
| 2001      | UEFA Intertoto Cup | 1     | Grindavík      | 1-2, 0-1  |